# یا می‌بری یا می‌میری
«یا می‌بری یا می‌میری» (به انگلیسی: You Win or You Die) هفتمین قسمت از فصل اول مجموعه تلویزیونی بازی تاج‌وتخت است که در ۲۹ مه ۲۰۱۱ از شبکه اچ‌بی‌او پخش شد. این قسمت توسط دیوید بنیاف دی. بی. وایس نوشته شده و دانیل میناهان آن را کارگردانی کرده‌است.